# 大捷尔诺沃伊农村居民点
大捷尔诺沃伊农村居民点（俄语：Большетерновское сельское поселение）是俄罗斯联邦伏尔加格勒州切尔内什科夫斯基区所属的一个农村居民点。其下辖有3个居民点，行政中心为大捷尔诺沃伊。据2016年统计，该农村居民点的人口为832人。